# Alfred Euerl
Alfred Euerl (* 11. Februar 1897 in Nürnberg; † 19. April 1970 ebenda) war ein deutscher Politiker der CSU.

## Leben
Euerl machte zunächst die Lehre in einer Anwaltskanzlei, besuchte danach eine kaufmännische Fortbildungsschule und eine Fachschule für Rechtsanwaltsgehilfen und arbeitete danach für verschiedene Anwaltskanzleien und Firmen in seiner Heimatstadt Nürnberg. 1923 wechselte er zur Fränkischen Überlandwerk AG, bei der er fast vierzig Jahre als kaufmännischer Angestellter tätig war. Daneben engagierte er sich in der evangelischen Kirche und gehörte der Landessynode der Evangelisch-Lutherischen Kirche in Bayern und dem Landessynodalausschuss an. Ab 1933 war er jedoch den Anfeindungen durch die Nationalsozialisten ausgesetzt; nachdem er gegen die Verhaftung von Pastor Martin Niemöller protestierte, wurde er von der Gestapo festgenommen.
Nach dem Krieg beteiligte sich Euerl an der Gründung der CSU in Nürnberg. Dort hatte er mehrere leitende Funktionen inne; so war er von 1946 bis 1952 Vorsitzender des Bezirksverbandes Nürnberg-Fürth-Schwabach und saß auch im Bezirks- und Landesvorstand. Ferner war er für eine kurze Zeit Mitglied des Nürnberger Stadtrats und des Aufsichtsrats des Deutschen Handels- und Industrieangestelltenverbandes.
Euerl gehörte dem Bayerischen Landtag von 1946 bis 1966 an. Dabei zog er stets über die Wahlkreisliste ins Parlament ein, in der ersten Wahlperiode im Wahlkreis Oberfranken/Mittelfranken, später im Wahlkreis Mittelfranken. Von 1949 bis 1950 saß er zudem im Gefängnisbeirat der Strafanstalt Nürnberg, von 1954 bis 1958 war er stellvertretendes, nichtberufliches Mitglied des Bayerischen Verfassungsgerichtshofs, danach war er mit einigen Unterbrechungen bis zu seinem Tod ordentliches Mitglied. Von 1960 bis 1962 gehörte er auch dem Rundfunkrat des Bayerischen Rundfunks an.